# Automake

Diagram pracy Automake i Autoconf

GNU Automake – narzędzie programistyczne, które tworzy przenośne pliki makefile dla programu make, używanego do kompilacji oprogramowania. Zostało stworzone przez Free Software Foundation jako jeden z programów GNU, jest częścią Autotools (GNU build system). Pliki makefile tworzone przez Automake spełniają standardy GNU Coding Standards. Automake działa przetwarzając plik Makefile.am generuje plik Makefile.in.
Automake jest napisane w języku Perl i powinien być wykorzystywany razem z Autoconf. Komendy automake:
- aclocal
- automake

aclocal, jest to program ogólnego zastosowania, przydatny dla użytkowników Autoconf, np. GNU Compiler Collection używa aclocal nawet gdy plik Makefile został napisany ręcznie.
Podobnie jak Autoconf, Automake może niekiedy sprawiać problemy, gdyż nie jest w pełni kompatybilny wstecz, np. projekt stworzony przy pomocy wersji 1.4 niekoniecznie musi pracować pod 1.9.